# 2008 în jocuri video
Acest articol prezintă evenimente importante legate de jocuri video din anul 2008. Vezi și istoria jocurilor video.

## Evenimente
În 2008 au apărut mai multe sequel-uri și prequel-uri în jocurile video, cum ar fi Devil May Cry 4, Dragon Ball Z: Burst Limit, Nanostray 2, Persona 4, The Sims 2: FreeTime, Top Spin 3, Trials 2: Second Edition, Warhammer 40.000: Dawn of War – Soulstorm, împreună cu titluri noi precum Army of Two, Dead Space, iRacing, Left 4 Dead, LittleBigPlanet, Mirror's Edge, Race Driver: Grid sau Spore.
Cel mai bine vândut joc video al anului a fost Wii Sports din 2006 pentru Wii. Cea mai bine vândută consolă de jocuri în Japonia a fost Nintendo DS.
La 28 iunie, Blizzard Entertainment a anunțat Diablo III la Paris, în Franța.